# Baulon
Baulon (bretonisch: Beloen; Gallo: Baulon) ist eine französische Gemeinde mit 2.208 Einwohnern (Stand: 1. Januar 2022) im Département Ille-et-Vilaine in der Region Bretagne. Baulon gehört zum Arrondissement Redon und ist Teil des Kantons Guichen. Die Einwohner werden Baulonnais genannt.

## Geografie
Baulon liegt etwa 22 Kilometer südwestlich von Rennes am Canut. Umgeben wird Baulon von den Nachbargemeinden Saint-Thurial im Norden, Goven im Osten, Lassy im Osten und Südosten, Guignen im Südosten, La Chapelle-Bouëxic im Süden, Bovel im Süden und Südwesten sowie Maxent im Nordwesten.
| Jahr      | 1962  | 1968 | 1975 | 1982 | 1990  | 1999  | 2006  | 2013  |
| --------- | ----- | ---- | ---- | ---- | ----- | ----- | ----- | ----- |
| Einwohner | 1.033 | 893  | 867  | 907  | 1.132 | 1.324 | 1.785 | 2.094 |

## Sehenswürdigkeiten
- Kirche Saint-Tugdual, 1831 bis 1849 erbaut
- Schloss La Petite Musse, im 15. Jahrhundert erbaut
- Schloss La Grand Musse, in der zweiten Hälfte des 19. Jahrhunderts erbaut
- Markthalle
- Wassermühle
- Herrenhäuser La Châtellier und La Chaise

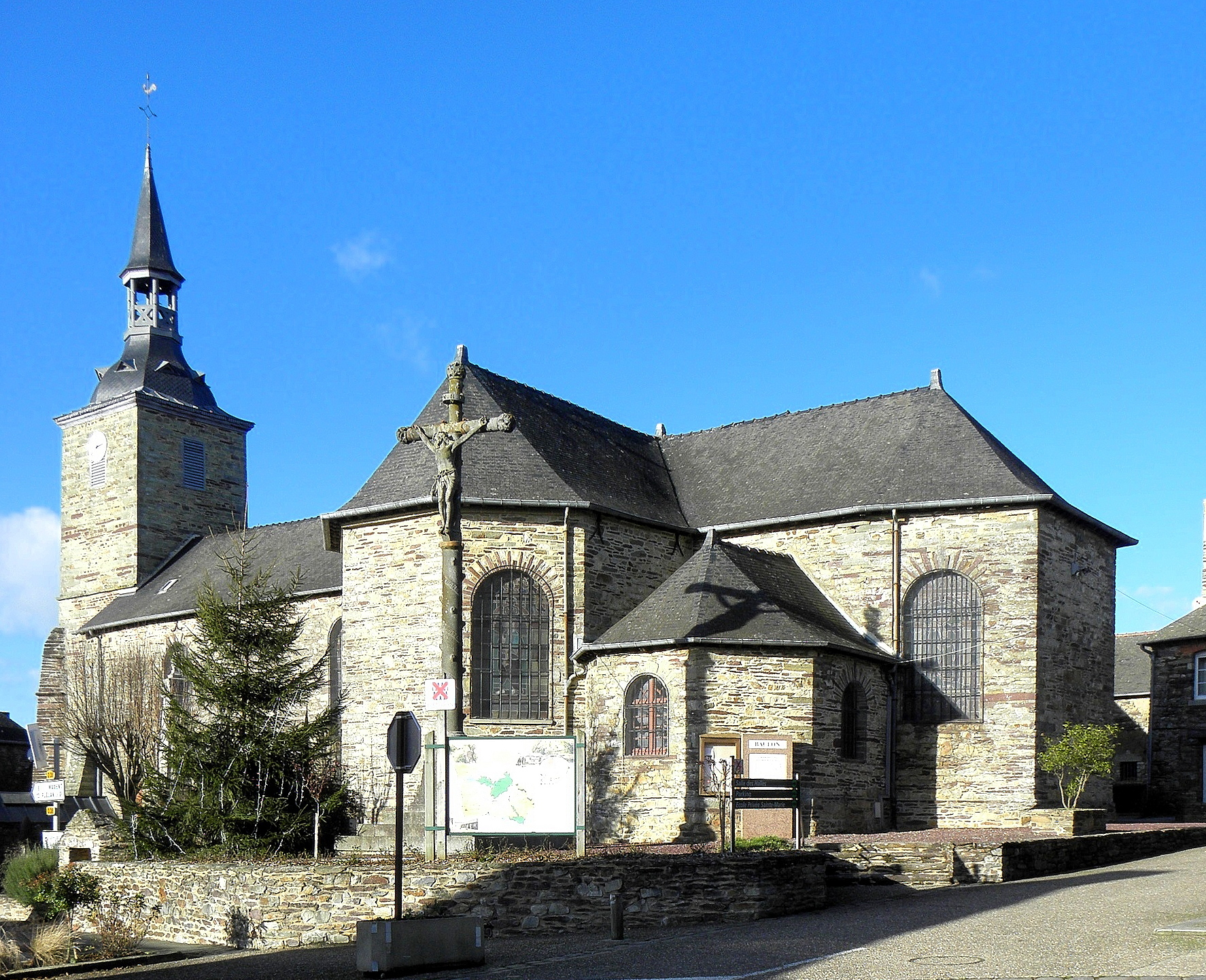
Kirche Saint-Tugdual

- Étang de la Musse

## Persönlichkeiten
- Édouard Ganche (1880–1945), Biograph und Musikograph Frédéric Chopins.